# Aarestege Rupperswil und Auenstein
Die Aarestege Rupperswil und Auenstein verbinden zum einen Rupperswil über den rechten Arm der Aare mit der östlichen Spitze der Aareinsel und zum anderen die Insel mit Auenstein in der Nähe des Schlosses Auenstein am linken Aareufer im Schweizer Kanton Aargau.
Die 2010 nach Entwürfen von Conzett Bronzini Gartmann errichteten Aarestege gehören zu den wenigen fast ganz in Stahl ausgeführten Spannbandbrücken. Abgesehen von den Längenmassen sind sie im Wesentlichen baugleich. Der Aaresteg Rupperswil ist 102,4 m lang und hat drei Öffnungen von 15,20 + 74,00 + 13,20 m; der Aaresteg Auenstein ist 82,93 m lang und hat drei Öffnungen von 14,80 + 53,33 + 14,80 m. Beide Stege sind 1,1 m breit und deshalb nur für Fussgänger zugelassen. Anstelle von Pfeilern haben beide Stege über die Aare geneigte Beton-Streben nach Art der Sprengwerksbrücken, um so die Spannweiten zu reduzieren und die Hochwasserdämme möglichst wenig zu verändern.
Die Sockel der Streben sind mit schrägen, auf den Böschungshängen der Dämme angeordneten Streben mit den weiter aussen auf den Dammkronen angeordneten Widerlagern des Spannbandes verbunden und bildet mit ihnen eine V-förmige, weitgehend im Gleichgewicht stehende Struktur. Auf der Insel wurden anstelle der Dämme etwa gleich hohe Hügel aufgeschüttet.
Die Spannbänder aus Stahl sind horizontal durch breite Fachwerke versteift. Sie sind an den Auflagern mit Stahlgelenken befestigt, um übermässige Biegungen zu vermeiden.